# ナポレオン (イギリスのトランプゲーム)
ナポレオン（napoleon、ナップ（nap）とも）は、トランプを用いて行うトリックテイキングゲームの一つ。本ゲームは日本において独自の発展を遂げた（「ナポレオン (日本のトランプゲーム)」を参照）。

## ルール

### 人数
2～7人程度。

### 使用するカード
- 2人の時：Aと9から上の24枚。
- 3人の時：Aと7から上の32枚。
- それ以上の時：52枚全て。

ジョーカーは使用しない。

### ゲームの流れ

#### ディール
ディーラーは一人五枚ずつカードを裏向きに配る。残ったカードは使用しない。

#### ビディング
ビディングはエルデスト（=ディーラーの左隣り）から順に左回りに行なわれる。各プレイヤーは自分の番がきたら、自分が取れると思うトリック数を宣言をするかもしくはパスをする。
宣言する数字は次のルールを満たしていなければならない。
- 2以上の数字である事
- 前のプレイヤーが宣言した数字よりも大きい事。

5トリック全て取るという宣言の事をナポレオンという。
誰かがナポレオンを宣言した場合のみ、他のプレイヤーはウェリントンを宣言できる。ウェリントンもナポレオンと同じく5トリック全て取るという宣言である。（ウェリントンの目標はナポレオンと同じであるが、ナポレオンを宣言できるほど強い手を持ったプレイヤーがいるという条件下5トリック全て取らねばならないので、より達成が難しい）。
また誰かがウェリントンを宣言した場合のみ、他のプレイヤー（ナポレオンを宣言したプレイヤーを含む）はブリュッヒャーを宣言できる。ブリュッヒャーも同じく5トリック全て取るという宣言である。
ビディングは全員がパスするまで何周でも行なわれる。全員がパスをしたら、最高の宣言をしたプレイヤーがディクレアラーになる。

#### プレイ
ルールは通常のトリックテイキングゲームと同じである。オープニングリードはディクレアラーが行なう。またオープニングリードされたスートが切り札スートになる。全員の手札が無くなったらそのディールは終了である。

#### スコア
ディクレアラーが宣言を達成した場合、他の全てのプレイヤーはディクレアラーに下表に書かれた枚数だけチップを払う。逆にディクレアラーが宣言を達成できなかった場合には、ディクレアラーは他の全てのプレイヤーに下表に書かれた枚数だけチップを払う。
- 2,3,4  ：宣言と同じ枚数のチップ
- ナポレオン：10枚
- ウェリントン：20枚
- ブリュッヒャー：40枚。

チップの清算が終わったら、次のディールを始める。前回エルデストだったプレイヤーが次のディールではディーラーをつとめる。
上の点数のほかに、次のようなチップの払い方をすることもある。
パターン1
- 2,3,4  ：宣言と同じ枚数のチップ
- ナポレオン：（成功）10枚（失敗）-6枚
- ウェリントン：（成功）20枚（失敗）-12枚
- ブリュッヒャー：（成功）40枚（失敗）-24枚。

パターン2
- 2,3,4  ：宣言と同じ枚数のチップ
- ナポレオン：（成功）10枚（失敗）-10枚
- ウェリントン：（成功）10枚（失敗）-20枚
- ブリュッヒャー：（成功）10枚（失敗）-40枚。

#### ゲームの終了
いつゲームが終了になるのかに関して、明確なルールは無い。プレイヤー間で事前に話し合いをして決めておく事が望ましい。

#### オプショナル・ルール
前述の宣言のほかにミゼールという宣言を認めるルールがある。
ディクレアラーがミゼールを宣言していた場合、ディクレアラーの目標は全てのトリックで負ける事である。ディクレアラーが1トリックでも勝ってしまったら、そのディールはディクレアラーの負けになる。
ミゼールはノートランプで行なわれる。ミゼールの宣言は3と4の宣言の間の強さである。
ディクレアラーがミゼールを宣言して勝った場合には、ディクレアラーは他の全員からチップを3枚受け取り、負けた場合にはディクレアラーは他の全員にチップを3枚払う。